# Représentations diplomatiques d'Israël
Les représentations diplomatiques d'Israël sont dues à ses missions diplomatiques.

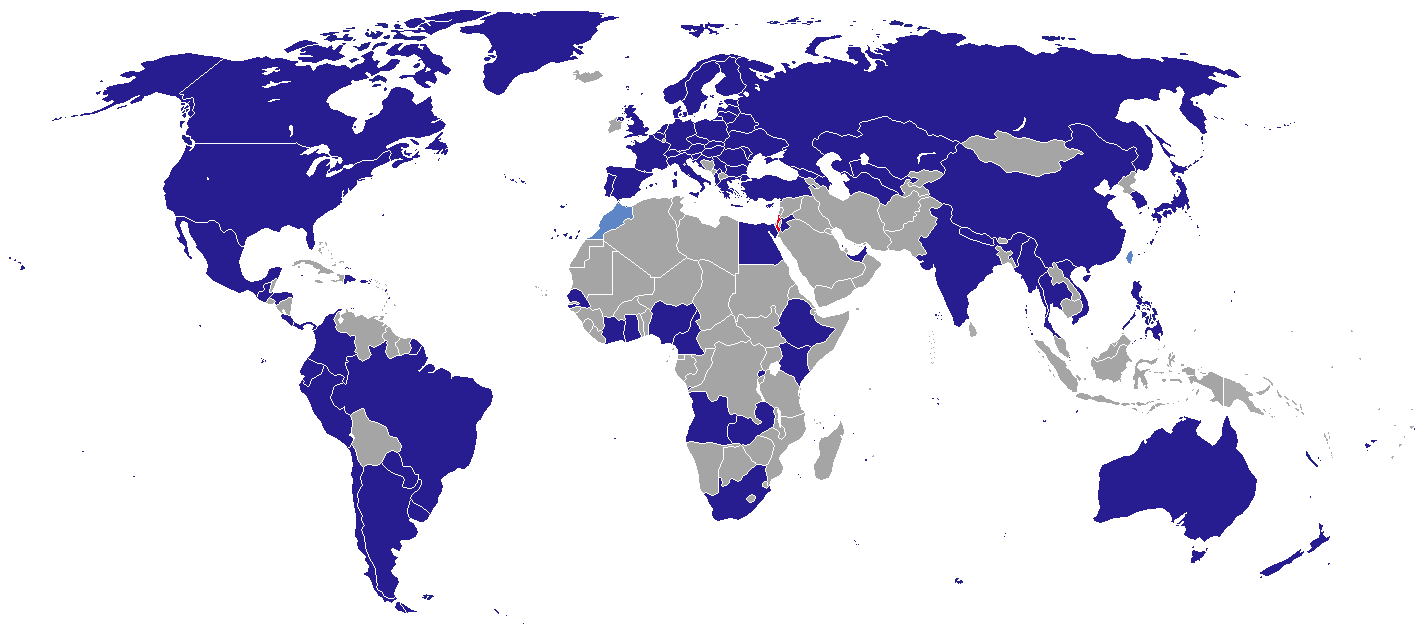
Représentations israéliennes dans le monde.
Israël
Pays où Israël dispose d'une ambassade
Pays où Israël dispose d'un bureau de liaison
Autres territoires

## Liste des représentations diplomatiques d'Israël à l'étranger
Cette liste ne prend pas en compte les consuls honoraires.

### Afrique
| Pays           | Ambassade   | Consulats généraux (sauf indication) |
| -------------- | ----------- | ------------------------------------ |
| Afrique du Sud | Pretoria    |                                      |
| Angola         | Luanda      |                                      |
| Cameroun       | Yaoundé     |                                      |
| Côte d'Ivoire  | Abidjan     |                                      |
| Égypte         | Le Caire    |                                      |
| Éthiopie       | Addis-Abeba |                                      |
| Ghana          | Accra       |                                      |
| Kenya          | Nairobi     |                                      |
| Maroc          |             | Rabat (bureau de liaison)            |
| Nigeria        | Abuja       |                                      |
| Rwanda         | Kigali      |                                      |
| Sénégal        | Dakar       |                                      |

### Amérique
| Pays                   | Ambassade      | Consulats généraux                                                                    |
| ---------------------- | -------------- | ------------------------------------------------------------------------------------- |
| Argentine              | Buenos Aires   |                                                                                       |
| Brésil                 | Brasilia       | São Paulo                                                                             |
| Canada                 | Ottawa         | Montréal • Toronto                                                                    |
| Chili                  | Santiago       |                                                                                       |
| Colombie               |                | Bogotá                                                                                |
| Costa Rica             | San José       |                                                                                       |
| République dominicaine | Saint-Domingue |                                                                                       |
| Équateur               | Quito          |                                                                                       |
| États-Unis             | Washington     | Atlanta • Boston • Chicago • Houston • Los Angeles • Miami • New York • San Francisco |
| Guatemala              | Guatemala      |                                                                                       |
| Mexique                | Mexico         |                                                                                       |
| Panama                 | Panama         |                                                                                       |
| Paraguay               | Asuncion       |                                                                                       |
| Pérou                  | Lima           |                                                                                       |
| Uruguay                | Montevideo     |                                                                                       |

### Asie
| Pays                | Ambassade   | Consulats généraux (sauf indication)    |
| ------------------- | ----------- | --------------------------------------- |
| Azerbaïdjan         | Bakou       |                                         |
| Bahreïn             | Manama      |                                         |
| Birmanie            | Rangoun     |                                         |
| Chine               | Pékin       | Chengdu • Canton • Hong Kong • Shanghai |
| Corée du Sud        | Séoul       |                                         |
| Émirats arabes unis | Abou Dabi   | Dubaï                                   |
| Géorgie             | Tbilissi    |                                         |
| Inde                | New Delhi   | Bangalore • Bombay                      |
| Japon               | Tokyo       |                                         |
| Jordanie            | Amman       |                                         |
| Kazakhstan          | Noursoultan |                                         |
| Népal               | Katmandou   |                                         |
| Ouzbékistan         | Tachkent    |                                         |
| Philippines         | Manille     |                                         |
| Singapour           | Singapour   |                                         |
| Taïwan              |             | Taipei (bureau économique et culturel)  |
| Thaïlande           | Bangkok     |                                         |
| Turkménistan        | Achgabat    |                                         |
| Turquie             | Ankara      | Istanbul                                |
| Viêt Nam            | Hanoï       |                                         |

### Europe
| Pays        | Ambassade  | Consulats généraux |
| ----------- | ---------- | ------------------ |
| Albanie     | Tirana     |                    |
| Allemagne   | Berlin     | Munich             |
| Autriche    | Vienne     |                    |
| Belgique    | Bruxelles  |                    |
| Biélorussie | Minsk      |                    |
| Bulgarie    | Sofia      |                    |
| Croatie     | Zagreb     |                    |
| Chypre      | Nicosie    |                    |
| Danemark    | Copenhague |                    |
| Espagne     | Madrid     |                    |
| Finlande    | Helsinki   |                    |
| France      | Paris      | Marseille          |
| Grèce       | Athènes    |                    |
| Hongrie     | Budapest   |                    |
| Italie      | Rome       |                    |
| Kosovo      | Pristina   |                    |
| Lettonie    | Riga       |                    |
| Lituanie    | Vilnius    |                    |
| Moldavie    | Chişinău   |                    |
| Norvège     | Oslo       |                    |
| Pays-Bas    | La Haye    |                    |
| Pologne     | Varsovie   |                    |
| Portugal    | Lisbonne   |                    |
| Roumanie    | Bucarest   |                    |
| Royaume-Uni | Londres    |                    |
| Russie      | Moscou     | Saint-Pétersbourg  |
| Saint-Siège | Vatican    |                    |
| Serbie      | Belgrade   |                    |
| Slovaquie   | Bratislava |                    |
| Suède       | Stockholm  |                    |
| Suisse      | Berne      |                    |
| Tchéquie    | Prague     |                    |
| Ukraine     | Kiev       |                    |

### Océanie
| Pays             | Ambassade  | Consulats généraux |
| ---------------- | ---------- | ------------------ |
| Australie        | Canberra   |                    |
| Nouvelle-Zélande | Wellington |                    |

## Liste des représentations permanentes d'Israël
| Organisation                   | Ville     | Type de représentation |
| ------------------------------ | --------- | ---------------------- |
| Organisation des Nations unies | New York  | Mission permanente     |
| Union européenne               | Bruxelles | Mission permanente     |

## Galerie

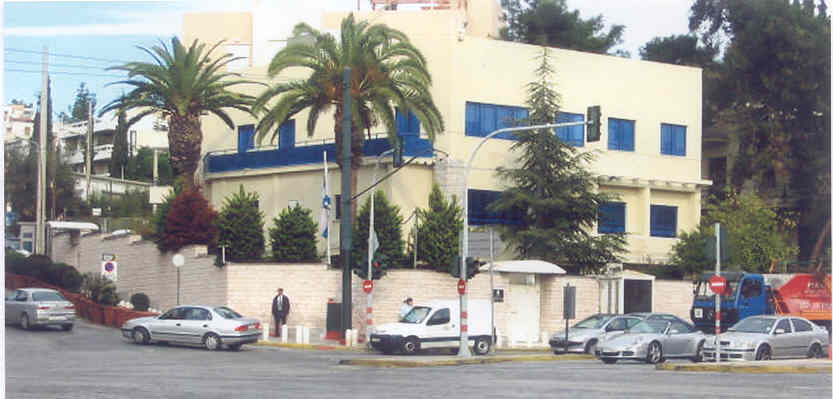
Ambassade à Athènes.
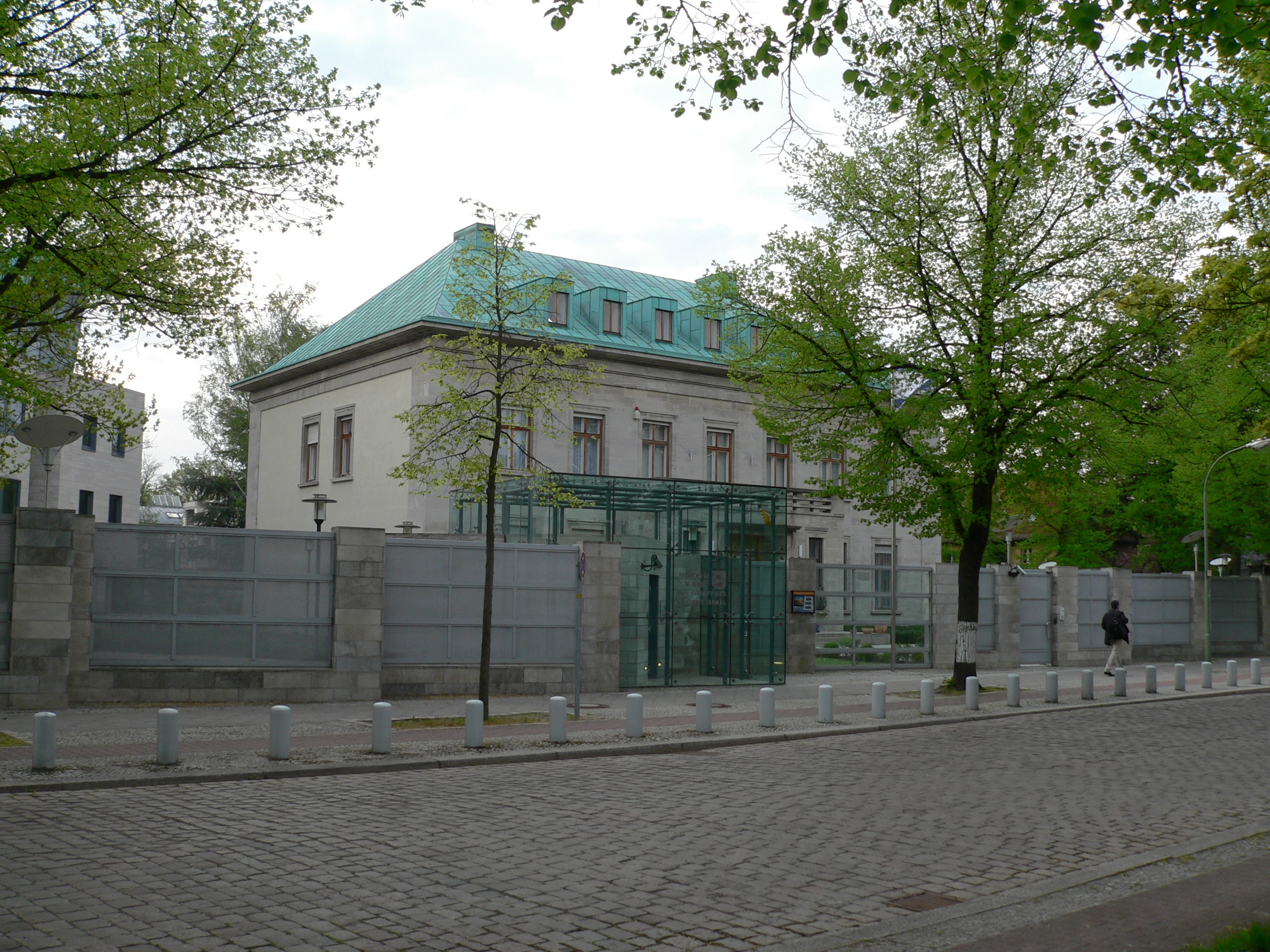
Ambassade à Berlin.
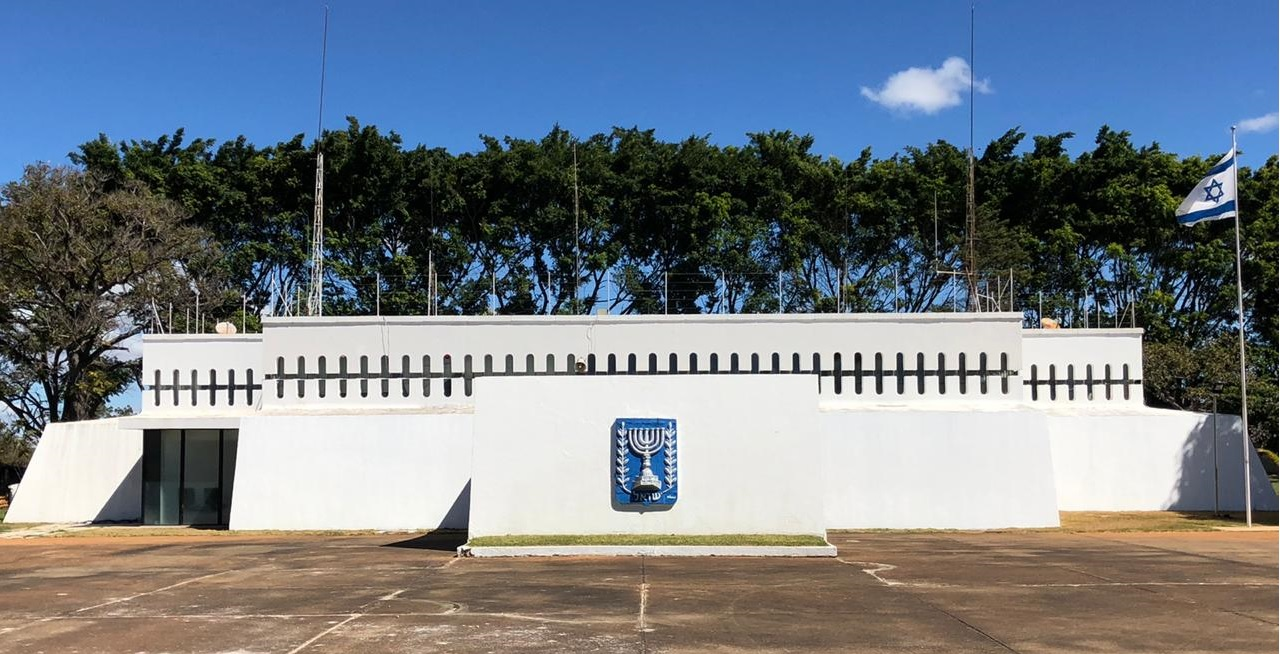
Ambassade à Brasilia.
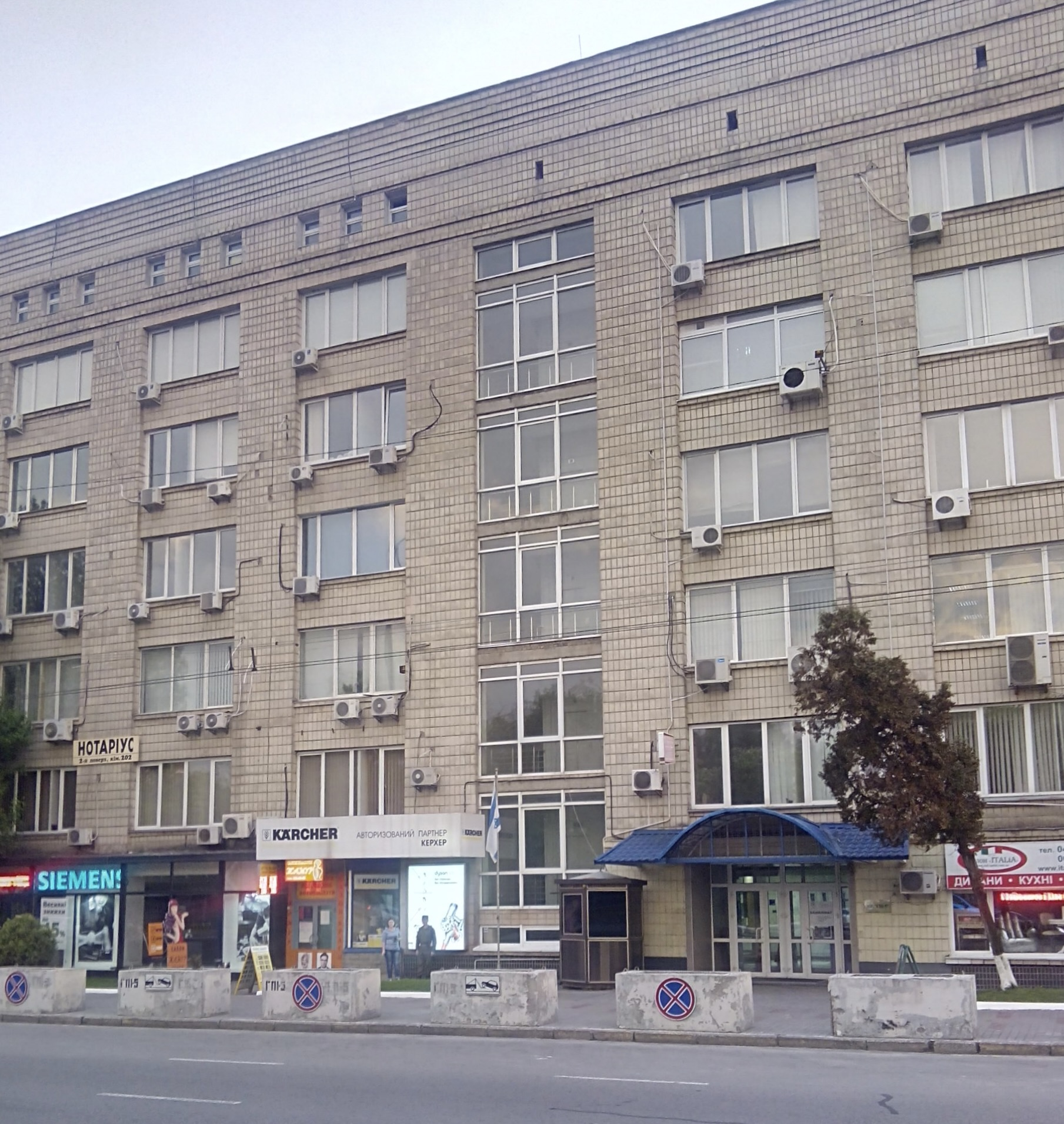
Ambassade à Kiev.
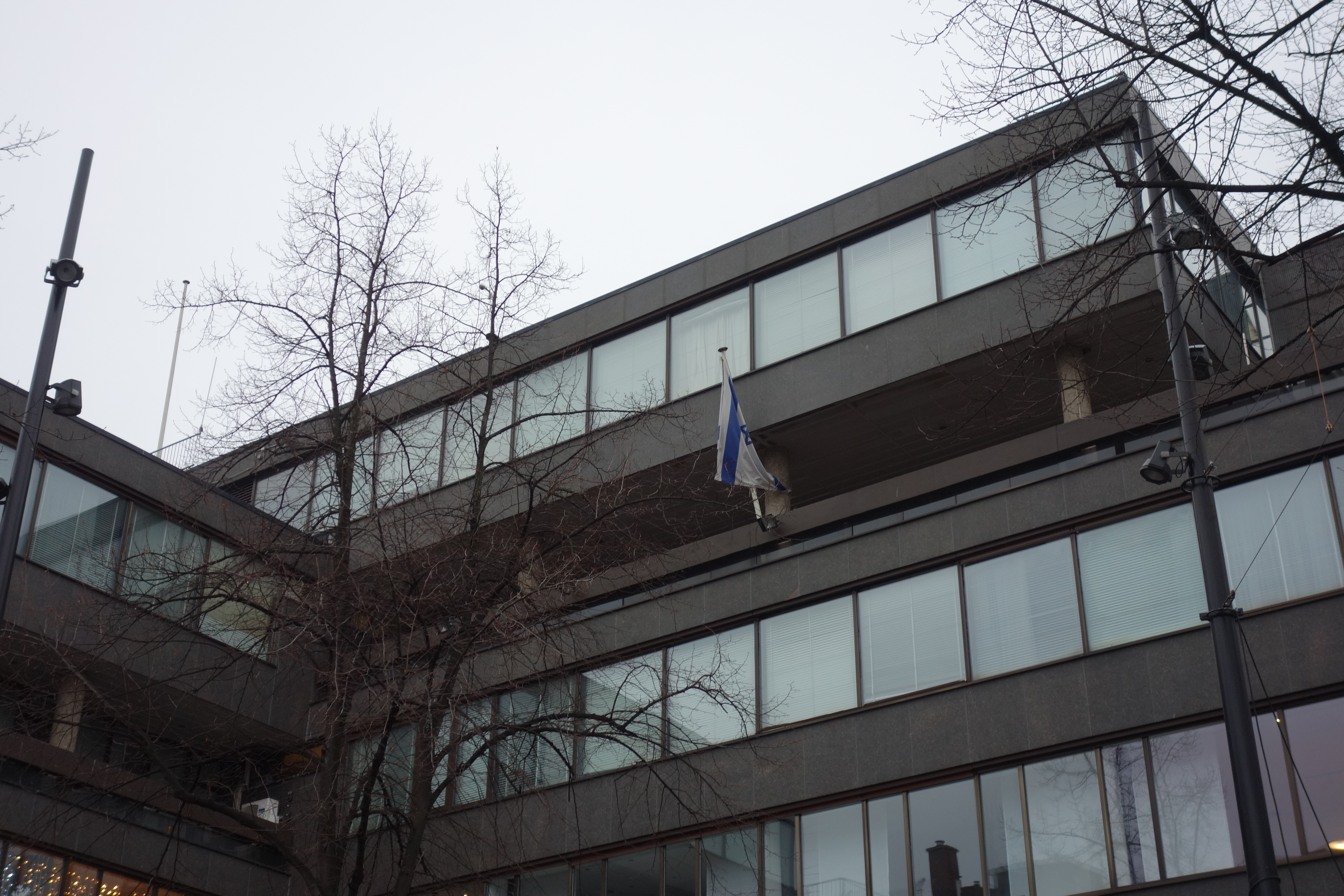
Ambassade à La Haye.
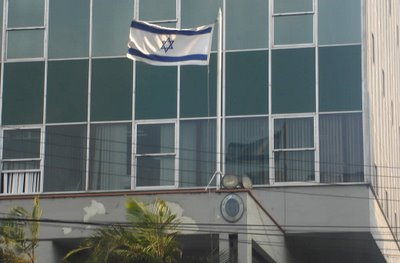
Ambassade à Lima.
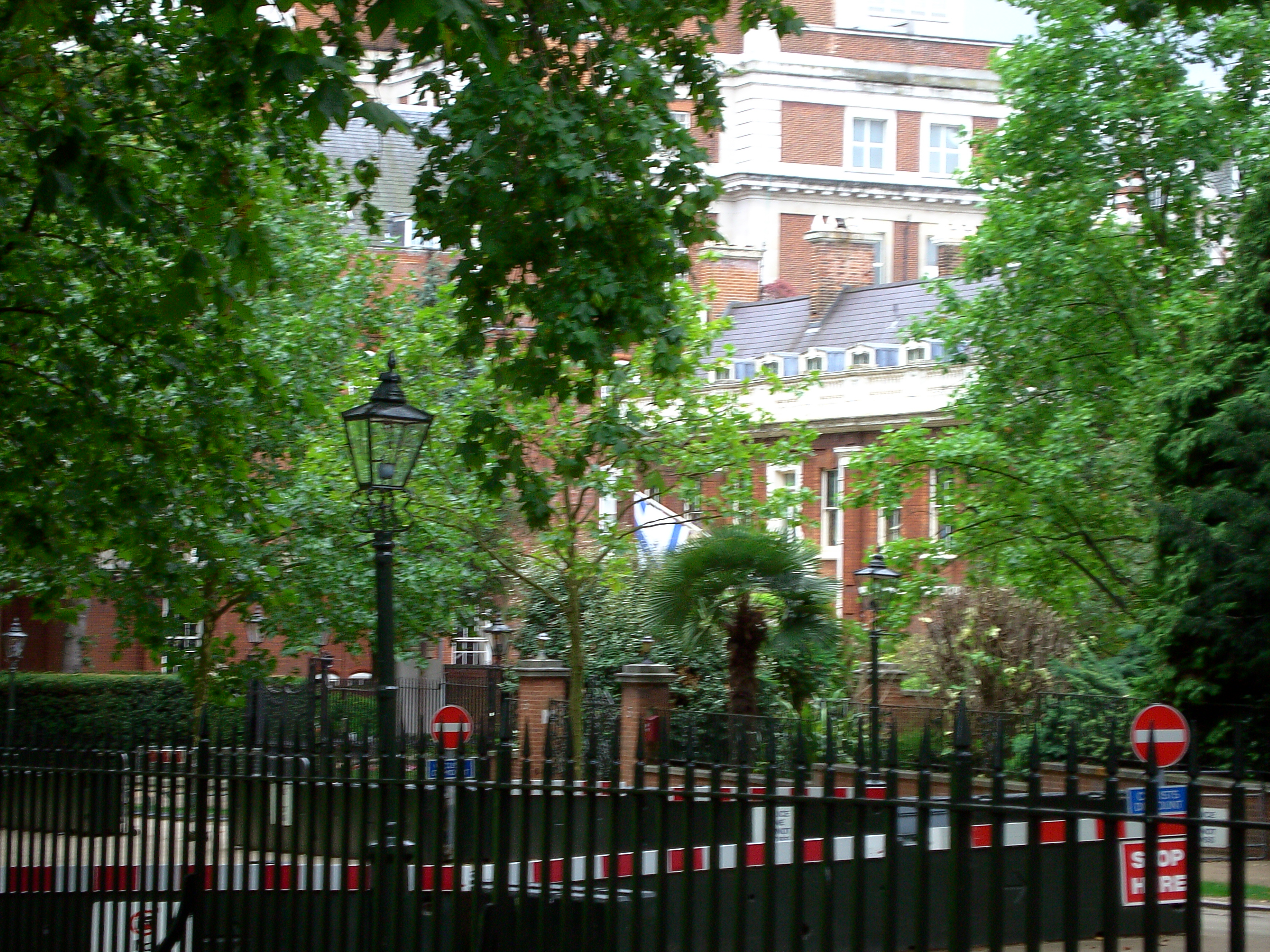
Ambassade à Londres.
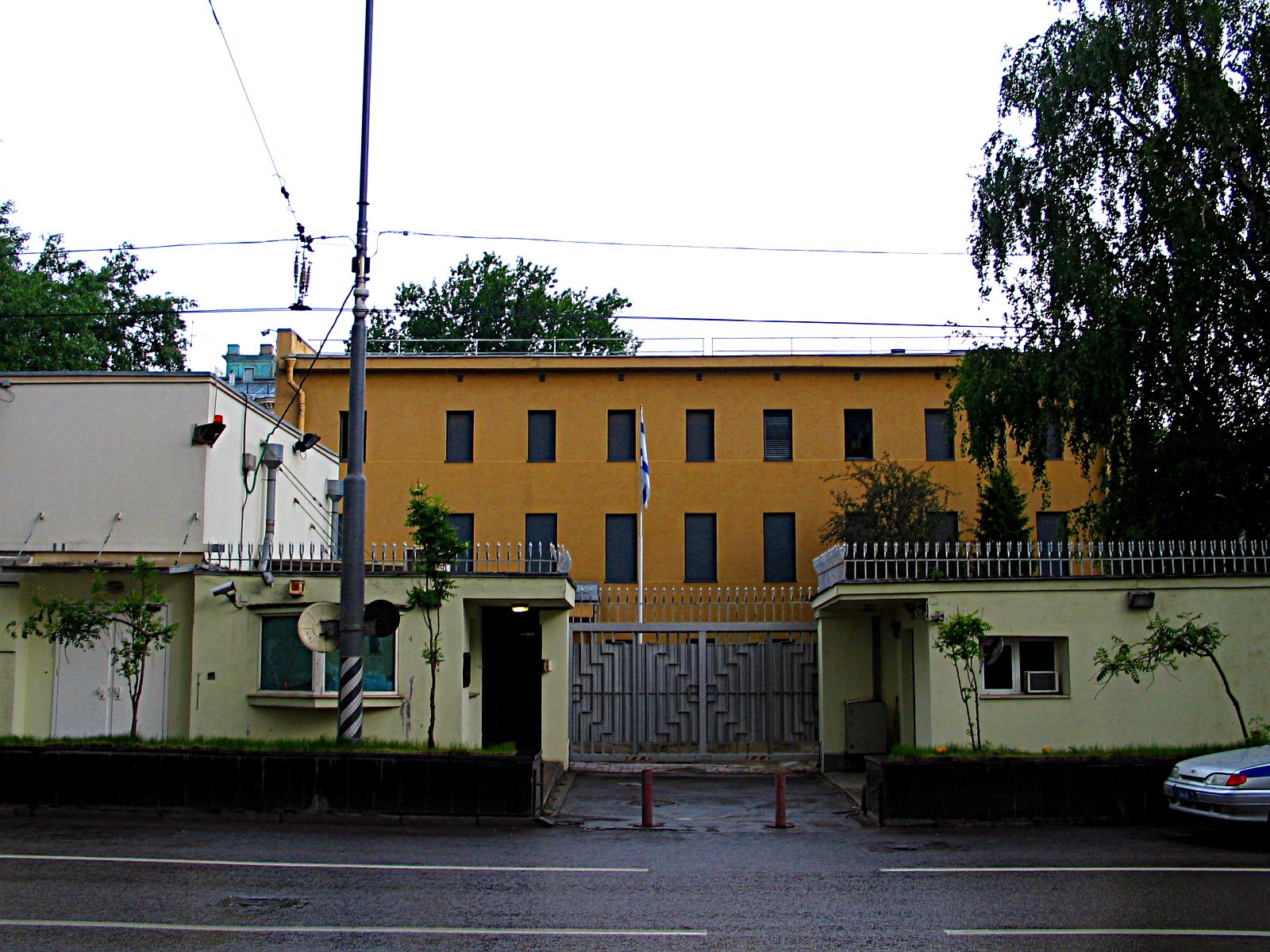
Ambassade à Moscou.
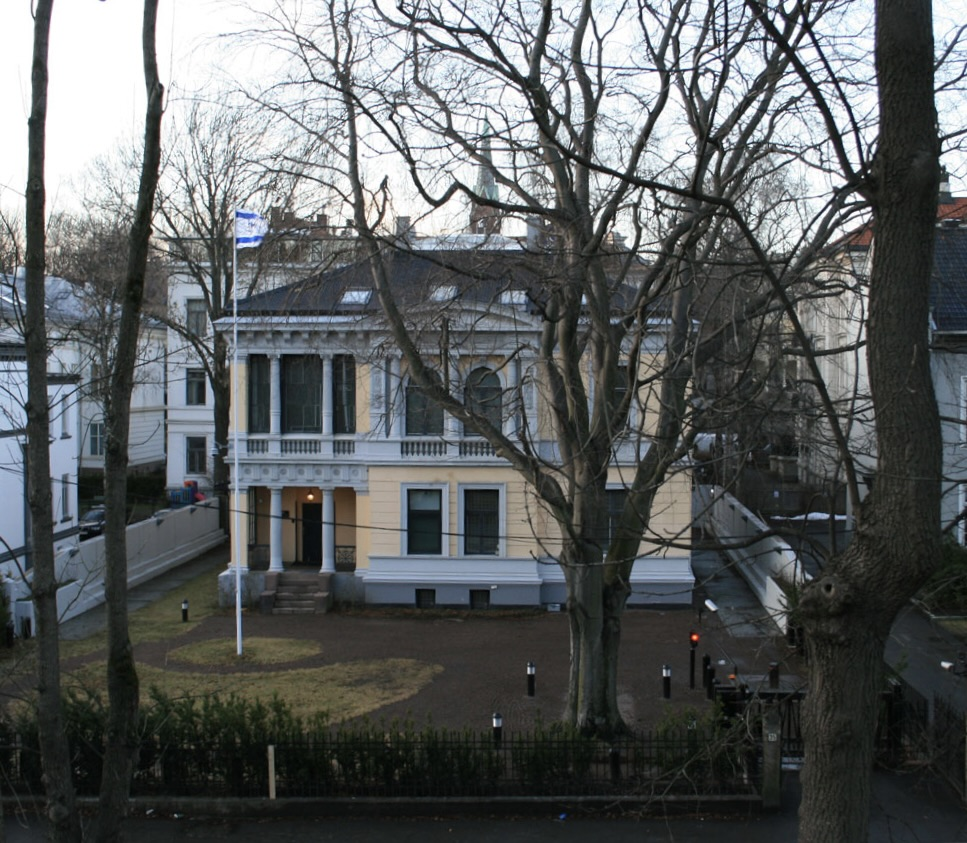
Ambassade à Oslo.
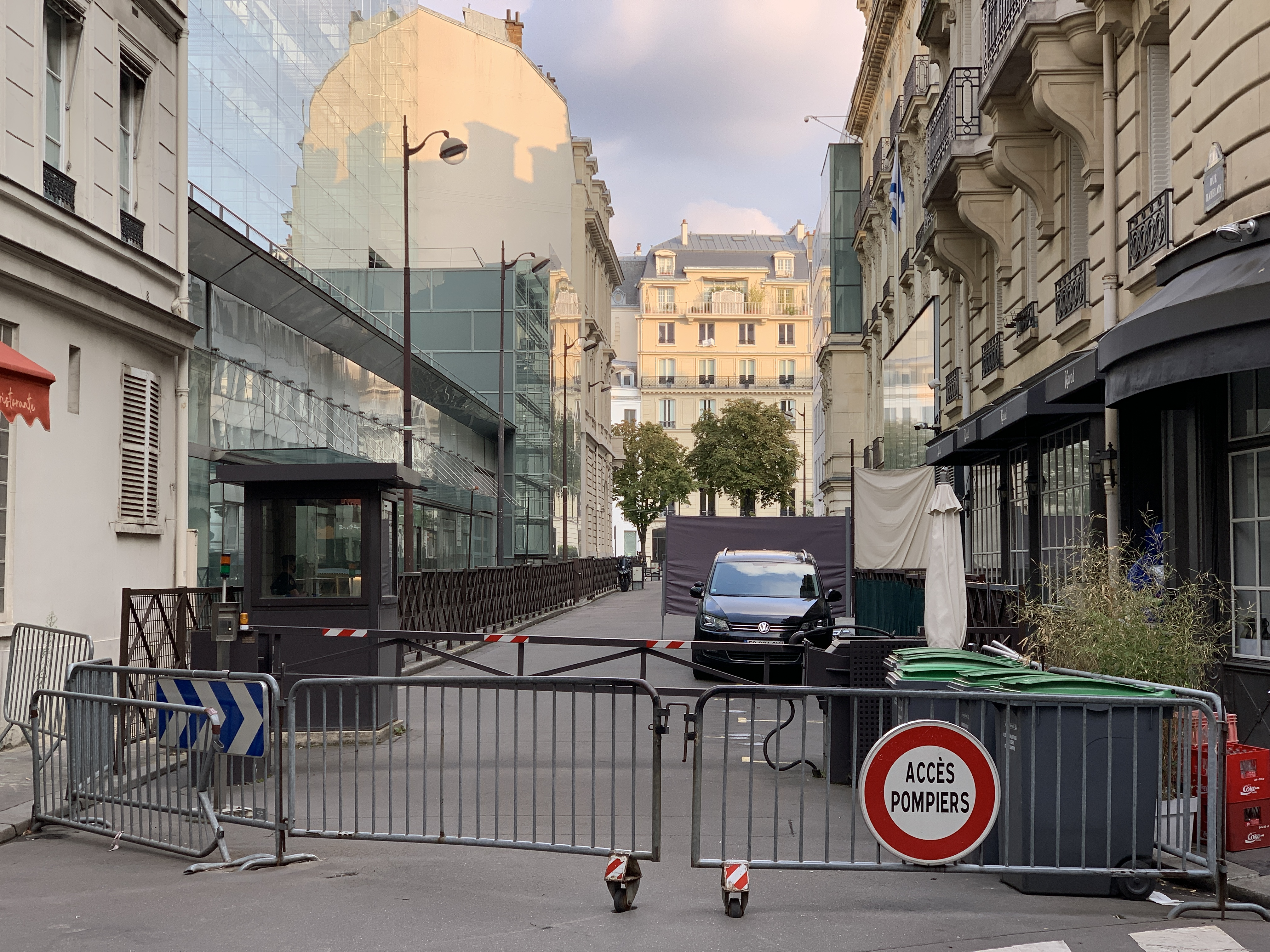
Ambassade à Paris.
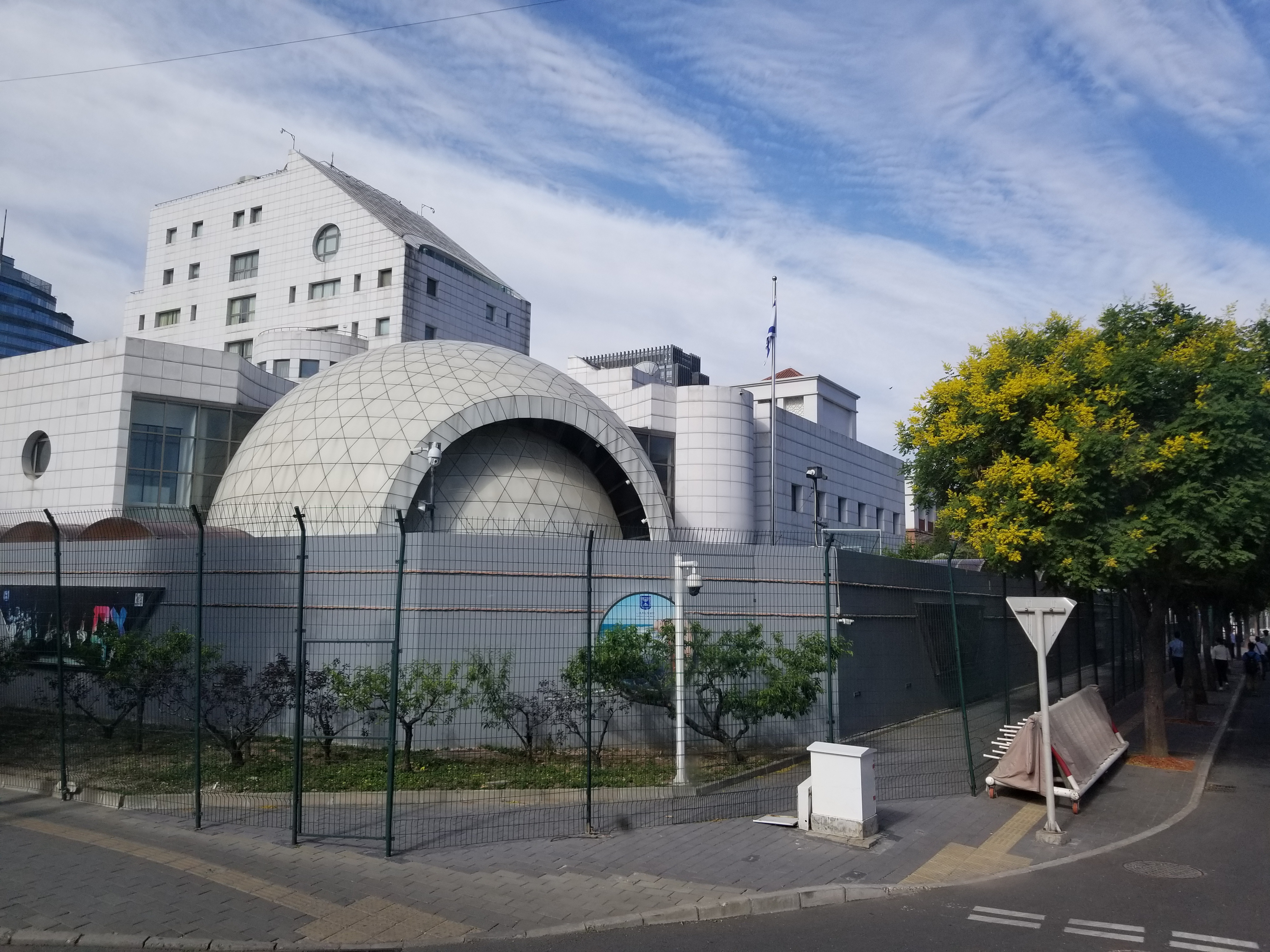
Ambassade à Pékin.
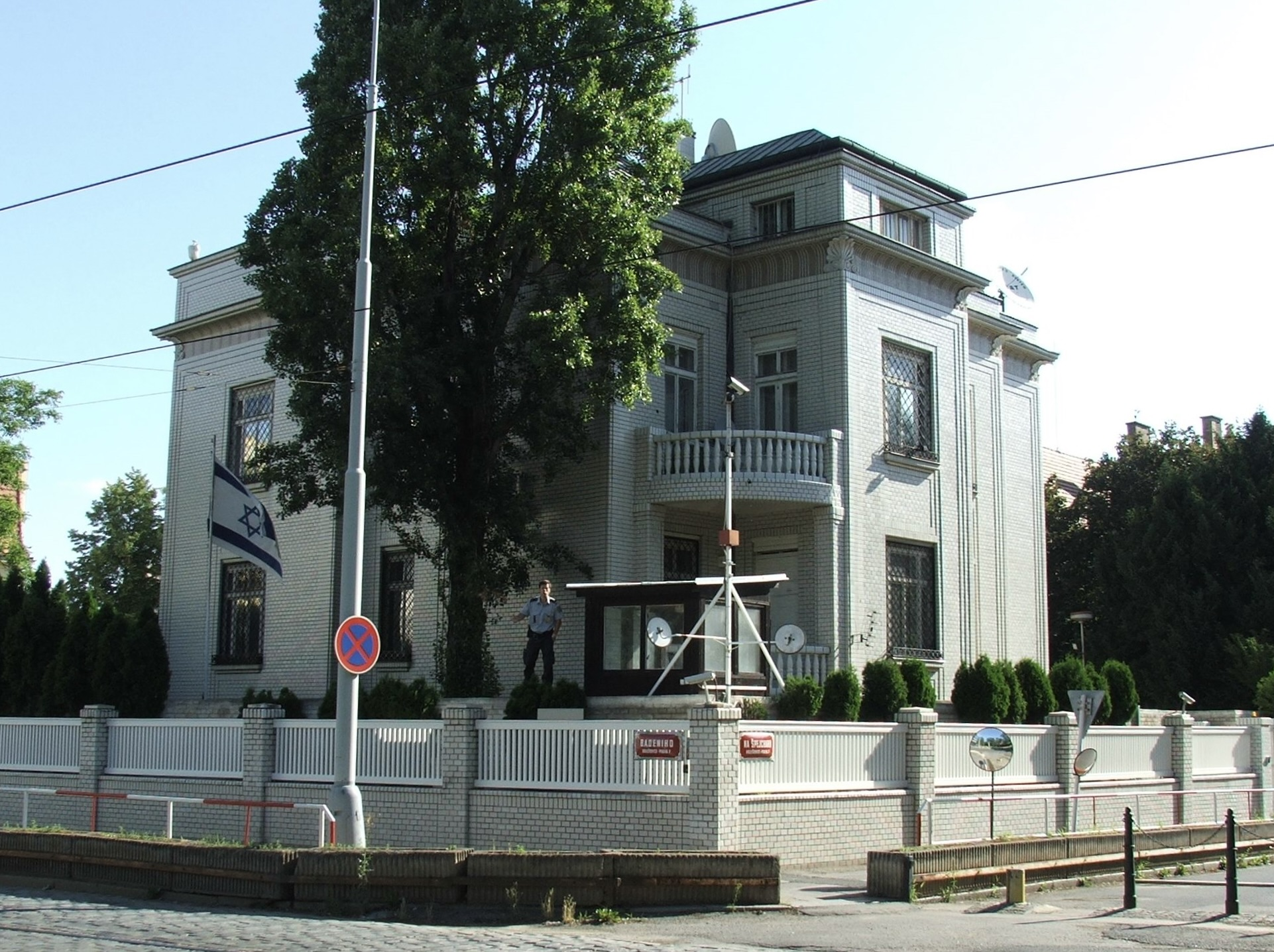
Ambassade à Prague.
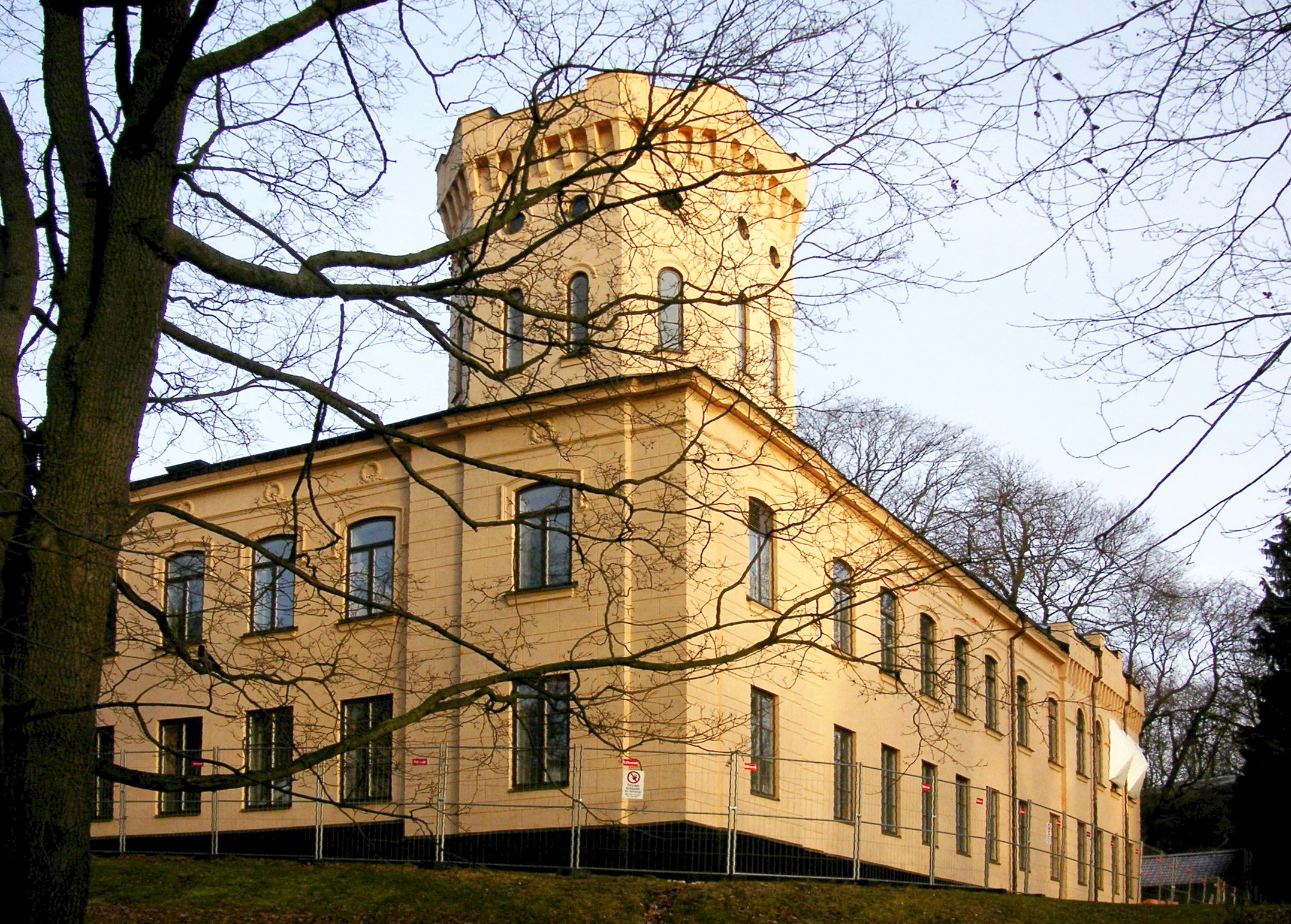
Ambassade à Stockholm.
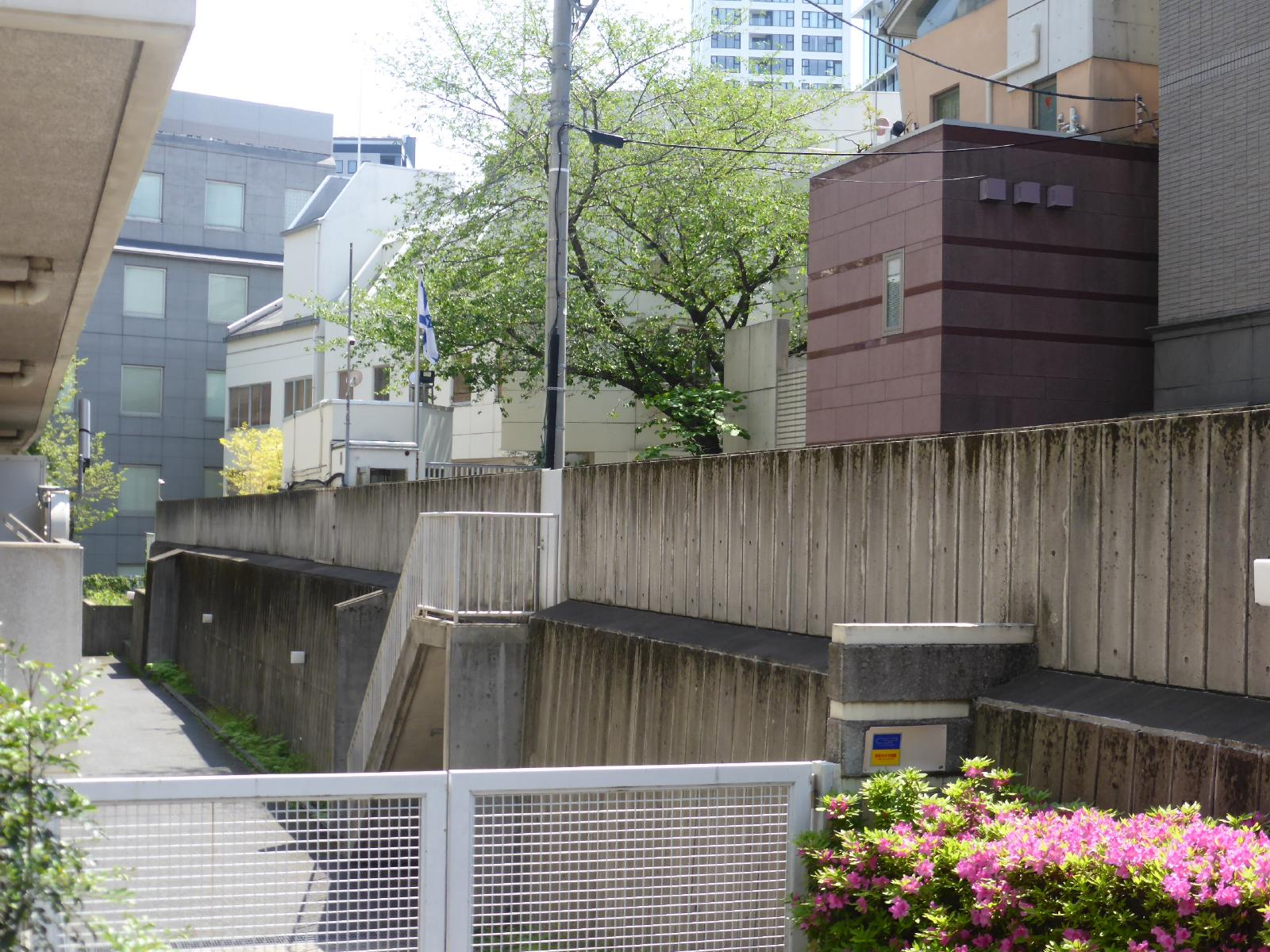
Ambassade à Tokyo.
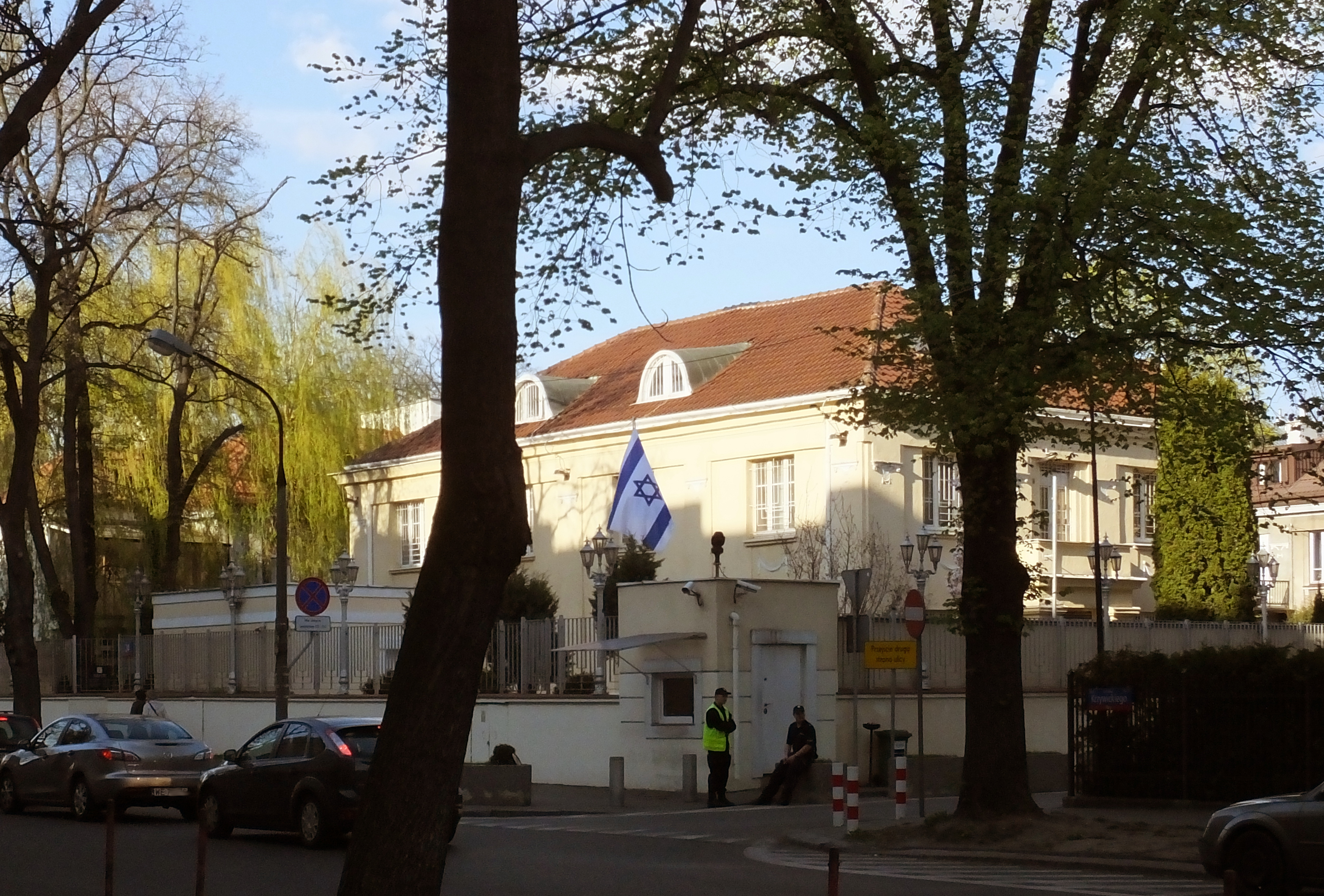
Ambassade à Varsovie.
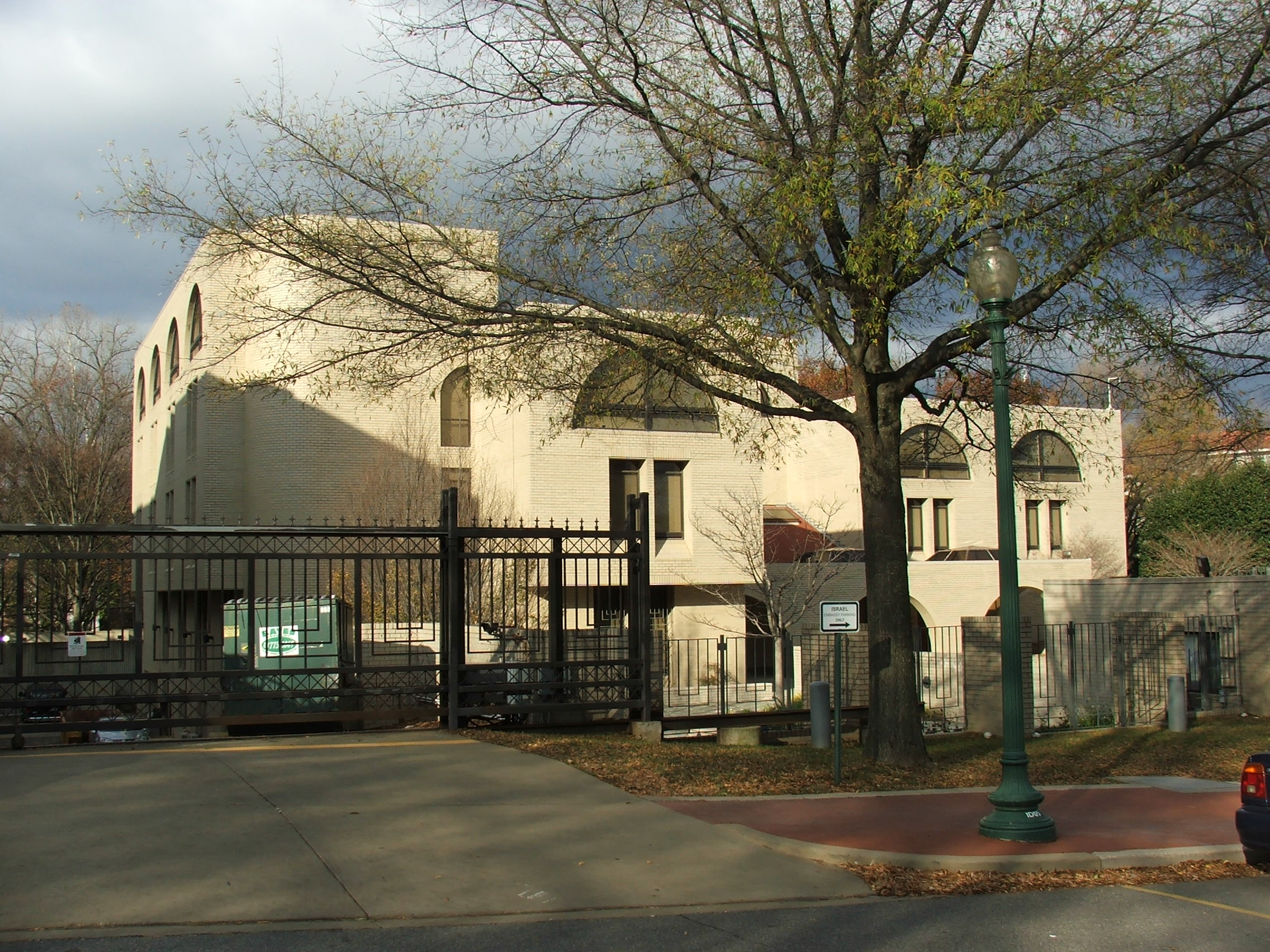
Ambassade à Washington.